# Polystachya magnibracteata
Polystachya magnibracteata är en orkidéart som beskrevs av Phillip James Cribb. Polystachya magnibracteata ingår i släktet Polystachya och familjen orkidéer. Inga underarter finns listade i Catalogue of Life.